# Fereydoun Tavalalli
Fereydoun Tavalalli (né en 1919 à Chiraz et mort en mars 1985 ; en persan فریدون توللی) est un poète iranien, archéologue, commentateur politique et considéré comme intellectuel.
Il est considéré comme faisant partie du mouvement Nowpardaz.

## Biographie
Modèle:Biiiiioo

## Œuvres
- Al-Tafasil
- Pouye
- Raha
- Karvan
- Nafe
- Bazgasht